# Wądoły (województwo pomorskie)
Wądoły – wieś w Polsce w województwie pomorskim, w powiecie chojnickim, w gminie Czersk. 
Wieś borowiacka, wchodzi w skład sołectwa Lipki.
W latach 1975–1998 miejscowość administracyjnie należała do województwa bydgoskiego.